# Ядерні відходи (фільм)
Ядерні відходи — український короткометражний фільм режисера Мирослава Слабошпицького, частина альманаху Україно, goodbye!.

## Синопсис
Він — водій вантажівки на заводі утилізації ядерних відходів у Чорнобильській зоні. Вона працює там само в пральні. Їхні життя й робота підпорядковані одному ритмові й розписані за годинами. Але що приводить у рух механізм їхніх буднів — день за днем?

## Актори
- Сергій Гаврилюк
- Світлана Штанько

## Фестивалі й нагороди
- 2012: 65 МКФ у Локарно, Швейцарія; конкурсна програма «Леопард майбутнього» — приз журі «Срібний леопард»
- 2012: ХІІ МКФ «Послання до людини», Санкт-Петербург (Сіверославія). Короткометражна конкурсна програма
- 2012: XXI Відкритий фестиваль кіна країн СНД, Латвії, Литви та Естонії «Кіношок-2012», Анапа (Росія). Конкурсна програма короткометражних фільмів «Межі шоку» — Гран-прі.
- 2012: МКФ «2-in-1», Москва (Росія). Позаконкурсна програма
- 2012: 42 Київський МКФ «Молодість». Національний конкурс
- 2012: МКФ Ecofest (Румунія). Конкурсна програма
- 2012: МКФ FIFE (Франція). Конкурсна програма
- 2012: МКФ в Більбао Zinebi'54 (Іспанія). Конкурсна програма
- 2013: 42 Роттердамський МКФ. Офіційна програма, позаконкурсна секція «Спектрум»
- 2013: Бєлґрадський міжнародний фестиваль документальних і короткометражних фільмів (Сербія) — «Золота медаль» за найкращий фільм у категорії анімаційних, ігрових короткометражних та експериментальних стрічок
- 2013: 18 Міжнародний фестиваль нового кіна SPLIT FILM FESTIVAL: Гран-прі короткометражної програми
- 2013: Номінація на приз Європейської кіноакадемії (EFA) в категорії «Найкращий короткометражний фільм»